# Mustafa Balci
Mustafa Balci (né en 1972 à Marche-en-Famenne en Belgique) est un documentariste belge.
Il entreprend des études de réalisation à l’Institut national supérieur des arts du spectacle. Il réalise plusieurs documentaires tels que Toprak (1998), La Cité Méduse (2000), Les Enfants du Sirat (2000), À l’ombre de la mémoire (2002) et Mariage, aller-retour.